# Le Boulay
 Le Boulay  es una población y comuna francesa, situada en la región de  Centro, departamento de Indre y Loira, en el distrito de Tours y cantón de Château-Renault.

## Demografía
| 629 | 704 | 601 | 729 | 504 | 823 | 567 | 540 | 577 | 602 | 728 | 752 | 795 | 481 | 501 | 520 | 496 | 484 | 490 | 497 | 438 | 455 | 488 | 472 | 451 | 484 | 388 | 395 | 398 | 419 | 440 | 493 |
| Para los censos de 1962 a 1999 la población legal corresponde a la población sin duplicidades (Fuente: INSEE [Consultar]) |     |     |     |     |     |     |     |     |     |     |     |     |     |     |     |     |     |     |     |     |     |     |     |     |     |     |     |     |     |     |     |